# Alchemilla gibberulosa
Alchemilla gibberulosa é uma espécie de rosácea do gênero Alchemilla, pertencente à família Rosaceae.